# Epigodromia acutidens
Epigodromia acutidens is een krabbensoort uit de familie van de Dromiidae. De wetenschappelijke naam van de soort is voor het eerst geldig gepubliceerd in 1983 door Sakai.